# Ynyshir
 (mars 2024).
Ynyshir ou Ynys-hir est un village et une communauté du borough de comté de Rhondda Cynon Taf, au pays de Galles.

## Géographie
Ynyshir est situé dans la vallée de la Rhondda Fach, à 2 km en amont de la ville de Porth. La communauté d'Ynyshir comprend aussi le village de Wattstown (en), un peu en amont sur la rivière.

## Démographie
Au recensement de 2011, la communauté d'Ynyshir comptait 3 320 habitants.